# Joseph Sapey-Triomphe
 (avril 2019).
Si vous disposez d'ouvrages ou d'articles de référence ou si vous connaissez des sites web de qualité traitant du thème abordé ici, merci de compléter l'article en donnant les références utiles à sa vérifiabilité et en les liant à la section « Notes et références ».
Pour les articles homonymes, voir Sapey (homonymie) et Triomphe.
Joseph Sapey-Triomphe est un sculpteur français né le 8 mars 1897 dans le 3e arrondissement de Lyon et mort le 18 juillet 1956 dans le 15e arrondissement de Paris.

## Biographie
Joseph Sapey-Triomphe est élève de Jean-Baptiste Larrivé à l’École nationale supérieure des beaux-arts de Lyon où il obtient en 1923 le premier prix. En 1926, il obtient le prix Paul-Chenavard à l’École nationale supérieure des beaux-arts.
Dans les années 1920, il expose au Salon d’automne de Lyon des bas-reliefs et sujets divers, nus, animaux dans la lignée simplificatrice de François Pompon, allégories et art religieux traités avec la stylisation issue de l’Art déco qui préfigure le néo-classicisme, tel que le buste La Tête de Geoffroy.
En 1926, l’État lui achète pour le Salon d’automne de Lyon sa statue La Vierge.
En 1936, il réalise des bas-relief publicitaires sur le thème « Le fidèle reflet des ondes » pour la société des Industries musicales et électriques Pathé-Marconi, pour les accordéons Hohner, ainsi que des flacons de parfums pour Jeanne Lanvin.
Il prend en 1937 un atelier à Paris.
Il réalise des sculptures à San Francisco pour le Pavillon français de la Haute Couture de l’Exposition internationale du Golden Gate en 1939.
En septembre 1943, son atelier situé 5, rue Jean-Ferrandi à Paris est totalement détruit par une bombe visant la gare Montparnasse. Toutes les œuvres de cette période sont détruites.

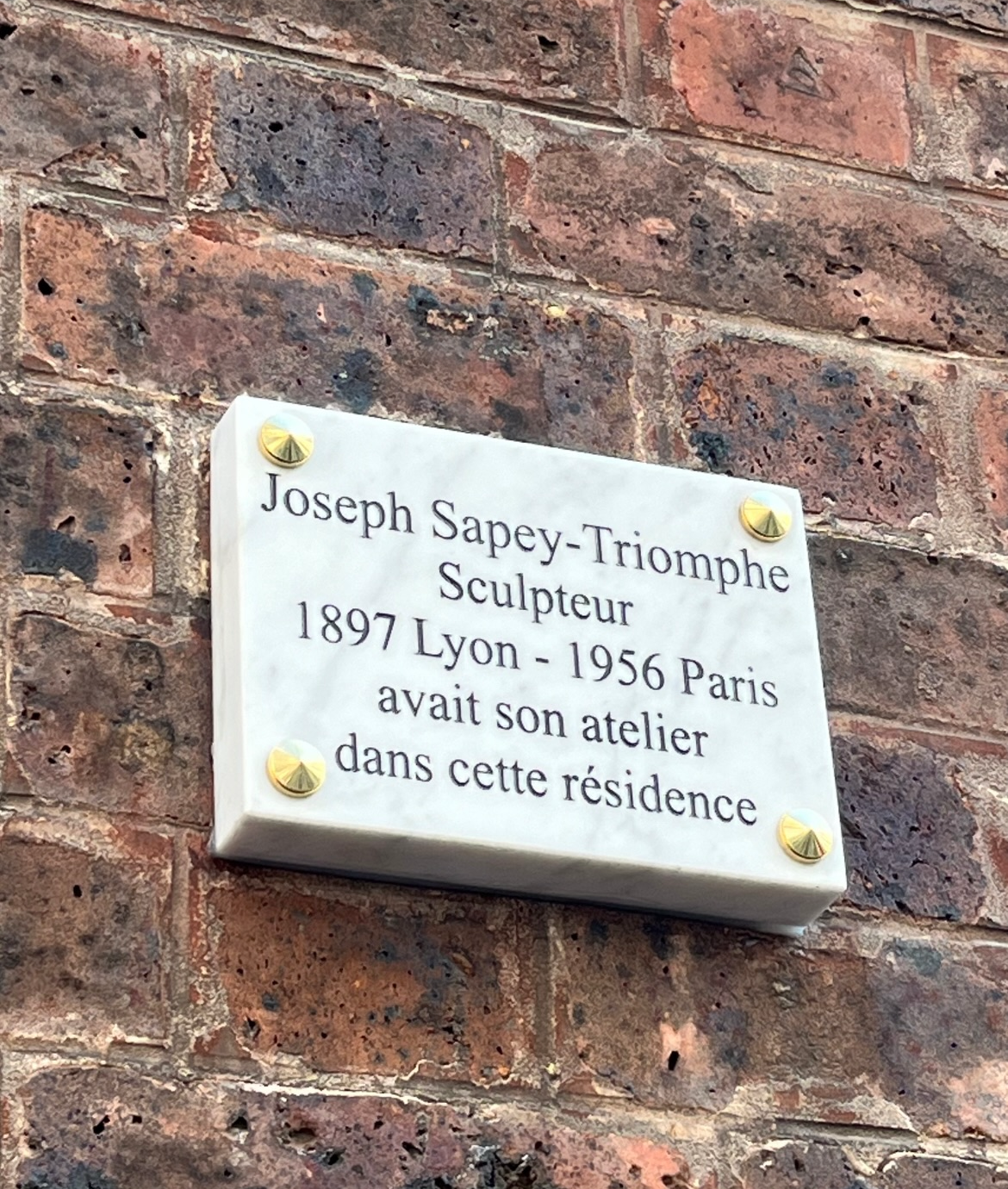
plaque commémorative au 5 rue Jean Ferrandi, Paris 6, ancien atelier de Joseph Sapey-Triomphe

## Œuvres en collection publique
- Vierge, 1926, Maubeuge, Musée Henri-Boez, n° inventaire FNAC 3354 Centre national des arts plastiques.